# ギュンメネン城
ギュンメネン城（独: Burg Gümmenen）は、スイスのベルン州ベルン中央区ミューレベルク市ギュンメネンにあった平城で、現在は城跡のみが残る。神聖ローマ帝国の帝国城塞の一つ。

## 歴史

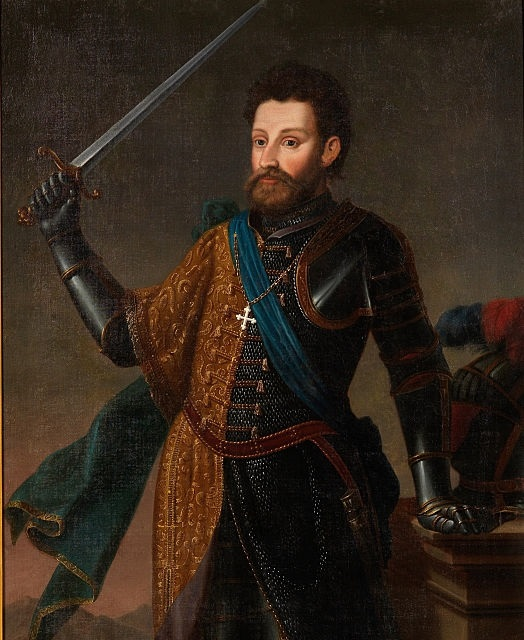
サヴォイア伯ピエトロ2世

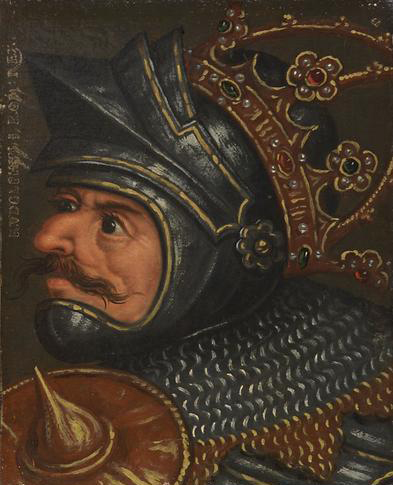
ローマ王ルドルフ1世

ギュンメネン城は、ツェーリンゲン家かあるいはブルゴーニュ家によって、おそらく12世紀に建設されたと考えられる。グラースブルク城やラウペン城と同じく、ゼンス川とザーネ川の流域を防衛する目的で、ムルテンとベルンを結ぶ経路上でザーネ川の渡河点にあたる戦略上重要な土地に建てられた。
1319年の文書に、帝国城塞としてのギュンメネン城とその城下町が歴史上初めて現れる。1259年にサヴォイア伯ピエトロ2世が、神聖ローマ帝国から城を租借した。しかし1282年には、ハプスブルク家のローマ王ルドルフ1世がサヴォイア家の支配権を返上させ、マッゲンベルク家の騎士ウルリッヒに渡す誓約をした。
1319年、マッゲンベルク家は城をフリブールに売却し、以後1325年まで、ヴイッペン騎士団が領地を支配した。1331年にはベルンとフリブールの間に紛争が発生し、ギュンメネンで戦闘があった。ベルン軍はギュンメネン城を包囲し、城と城下町を破壊した。
その後、城跡は採石場となった。今日、ギュンメネン城の遺構は全く残っていない。